# 特魯西利夫卡
49°51′36″N 26°43′2″E / 49.86000°N 26.71722°E
特魯西利夫卡（烏克蘭語：Трусилівка）是位於烏克蘭西部的村莊，由赫梅利尼茨基州裡赫梅利尼茨基區的安東尼尼市鎮負責管轄。該村面積1.32平方公里，海拔高度298米，2001年人口194，人口密度每平方公里146.5人。